# R-9
R-9（アールナイン）は、横スクロールシューティングゲーム「R-TYPE」シリーズにプレイヤーキャラクターとして登場する架空の戦闘機。
続編が作られるようになって以降、シリーズによって機体やフォース、武装に沢山のバリエーションが出来たが、R-9系統だけはスタンダードな機体としてほぼ全シリーズに共通して登場する。この項では、このR-9系列のバリエーションを説明する。
シリーズを通して概ね共通する事項として、前方がほぼ透明なラウンドキャノピーをもつ機体であること、溜め攻撃である波動砲を標準装備していること、追尾ミサイルやビットなどの補助武装を装備可能であることが挙げられる。また、フォースと呼ばれる補助武装を用いて多彩な攻撃方法をとることができる。
なお、それぞれの機体が登場する作品での設定や書籍での記述と『R-TYPE FINAL』にて付け加えられた後付け設定や呼称の食い違いが多数あるため、混在して記述されている場合がある。特に、1991年のアイレム会報誌に記載された世界観が大きな転機となっている（同年はR-TYPE COMPLETE CDが発売されており、会報誌の設定と異なった描写となっている）。

## R-9A ARROW HEAD ＜アロー・ヘッド＞
元々は宇宙空間における作業艇だったものが、「バイドの切れ端」の研究解析によって得られた技術をもとに後続機が戦闘機の方向性へシフト。対バイド戦用に戦艦主砲級に強化された波動砲と最新鋭テクノロジーによって開発された攻防一体の武装ユニット「フォース」を搭載することで、初めての異層次元戦闘機としてロールアウト。作業艇としての大元のプロジェクトである「RX-プロジェクト」から100年以上（旧年表で約200年、新年表で約120年）の通番「R-9」が冠された。ロールアウト時期は2235年で低出力波動砲を装備。その後のバイド戦では、高出力波動砲およびザイオング慣性制御システムを装備したものが使用されている。
正式名称は「R-9A」（DELTAで登場したR-9A2の表記の反映を受けて、FINALでAが付与された）、通称アロー・ヘッド。ただしこの名称は『R-TYPE』シリーズ後期に付けられたもの。『TACTICS』では、波動砲を発射できフォースを装備できることから、装備の頭文字であるwとfを付記し、Rwf-9Aとなっている。
後のシリーズにおいても主力戦闘機として活躍し、その系譜からR-9C、R-9Ø、RX-10、R-13A等の優秀な後継機を輩出した。R-TYPEシリーズのストーリーの中核を担う存在であり、同時に最大の象徴ともいえる、Rシリーズの原点とも呼べる機体。
登場作品は初期型が『R-TYPE』、後期型は『R-TYPE FINAL』、『R-TYPE FINAL2』。後期型ではシャドウ・ビット、追尾ミサイルの装備が可能になり、対地ミサイルの代わりに爆雷が用意されている。『R-TYPE Complete CD』中での描写によると、この機体は縦列複座型のようである（右の性能表はComplete CDでの設定からのもの）。アイレムの会報誌では、R-3からR-9までは複座型（タンデム）であったという記述がある。
ノズル部には、ザイオンググラビティドライバが搭載されている。PlayStation®Homeでバスとして登場した際には、下部からバーニアを噴射している。
『R-TYPE』作中での詳細な運用記録ならびに作戦記録は記載されていないが、『R-TYPE COMPLETE CD』では1-2面中にプロトタイプが出撃し3面冒頭で量産型が完成した報告が入る。4面終了後に味方艦に収容された後、R-9量産型多数とR-9プロトタイプが出撃（プロトタイプの出撃についてはパイロットの独断である）。作戦終了後は量産型が18機回収される。なお、プレイヤー機であるプロトタイプは難易度によって無事かどうかが決まる。
また、『R-TYPE』以降の作品では、本機が強化された状態でボスとして登場する事がある。
- 『R-TYPE ⊿』ではStage 6のボスとして、随伴機2機をひきつれて登場。第一次バイドミッション（『R-TYPE』）に参加し、地球に帰還した機体がバイドに侵食された物である。機体色が黒を基調とした物に変化しており、フォースも紫色に変色している。武装はオリジナルのR-9Aの物から変質してしまっており、特にフォースからのレーザーの変化が著しい。攻撃エフェクトも赤色に変化している。
- 『R-TYPE FINAL』ではStage F-Bのボスとして登場。⊿とは違って地球軍の機体であり、バイド化した自機に対して攻撃を仕掛けてくる。外見上の変化は見られないが、波動砲の連射（難易度によって2～5連射）が可能となっている。最初はフォースを装備していない状態で登場するが、一定ダメージを与えると自機のバイド化したフォースにコントロールロッドを撃ち込み、スタンダードフォースとして使用してくる。この際、本来ならばレーザークリスタルを取得しなければ出来ない筈のレーザーの切り替えを行っている。

超高速電磁レールキャノン・またはレールガン（タクティクスではバルカンと呼ばれている）
R-9の基本武装。低威力だが連射が可能なことから小型機の掃除に向く。
スタンダード波動砲（波動砲）
R-9に戦艦級の攻撃力を持たせることを念頭において造られた兵器。前方に特殊な力場を形成し、エネルギーを収束させベクトルを付与した後に開放、放出する。破壊力はレールガンを遥かに上回り、さらに敵を貫通する性能を持つ。上記のように力場でエネルギーを収束させているため、物理的な砲口は存在しない。これにより、フォースを前方に装備している場合は、力場の解放位置をフォースの前方に切り替える事が出来る。
初期型ではこの収束システムが不完全なまま出撃に至っているため、エネルギーチャージの最大容量がスペックデータの50％という状態で戦線に投入された。後期型では改修され、本来の性能である2ループのチャージが可能になっている。
元はR-5に搭載されていたアステロイドバスターというオプションだったが、フォース研究で得られたオーバーテクノロジーによって強化され、R-7による強化実装試験を経て今に至る。
ラウンド・フォース（『III』での名称）、あるいはスタンダード・フォース（『DELTA』以降）、もしくは単にフォース（『I』以降）。
バイド素子から取り出した純エネルギーを球状に形成した上でコントロールロッドを打ち込んで制御し、収束させたもの。敵の弾を消すシールドの役目も果たし、フォースのエネルギーをR-9のコンバーターを使用し、変換加工したものにベクトルを与えるとレーザーとして放出する性質を持つ。またR-9本体からフォースを射出することも可能。
使用できるレーザーは、赤青2色のレーザーが螺旋、もしくは交差しながら直進する「高密度収束光条体（対空レーザー）」、物体衝突で反射するレーザーを正面並びに45度2方向に放つ「連続変化プリズム型光条体（反射レーザー）」、上下に放出し地形を這うように進む「対物追従型連続光弾体（対地レーザー）」。『TACTICS』では対地レーザーの代わりに、一度垂直軌道で直進展開し、垂直に位置した敵へ再追尾するサーチレーザーが発射される。
フォースは2205年に開発された。R-5のバージョンアップ版であるR-7から、フォースコンダクタが試験搭載される。その過程において、R-7のフォースの実用化試験にて機体後方にフォースを設置して波動砲発射の実験を行った際、力場安定用レギュレーターが異常加熱しエネルギー蓄積座標が後方に引っ張られ、それを回避できずにR-7は蒸発・テストパイロット1名の犠牲者が出た事故が記録されている。なお、このテストで使用されたフォースは無傷で回収された。
後の作品ではフォースの強さを示す「バイド係数」が設定されている。下記の人工のフォースであるシャドウフォースも同様である。
名の由来は物理的・精神的に共通する「力」と「理力」。木星に所在していた研究所を空間消滅させるほどのエネルギーを当時の地球の最高レベルの技術研究によって制御下に置くことに成功したことによるもの。オーバーテクノロジーの塊とも言える「バイドの切れ端」に由来するフォース研究によって得られた、地球外生命体のオーバーテクノロジーをも反映したものも含む。
ラウンド・ビット
機体の上下に展開される、バイド素子に由来しない「人工のフォース」を目標として作られた球形のオプション兵装。R-9Aの機体側面にあるビットコンダクターで制御されている。フォースコンダクタと同様に、R-7から搭載されている。
実践投入が早まり不安定なまま実践投入されたため、対空レーザーを装備したときのみ支援攻撃を行うが、それ以上の物には成り得なかった。ビットの基礎とも言えるラウンドビットは構造的不安を抑えるため側面積半分を制御殻で締めている。
機体が激しく動き回ると、追従の反動により機体側面周囲を回転する。後に制作される様々なビットの中には、機体の動きにほぼ確実に追従するものが登場している。
後に「人工のフォース」という構想は、R-9/0のシャドウフォースで結実される。
追尾ミサイル
自機の上下から発射され、敵を感知すると追尾する。威力は低く、補助的な兵器となる。ゲーム上機体の上下方向から射出されるが、『R-TYPES』のオープニングムービーでは機体下部から、PlayStation®Homeのミニゲームでは側面から発射される（他の機体・ミサイルはどのようになっているのか詳しく描かれておらず不明である）。

### R-9以前の機体
- R-3 - 2対のマニピュレーターを装備し、コントロールポッドにより重心移動を行う機体。シリーズ本編では似た外観の機体が登場している。
- R-5 - タグボート目的の機体。ユニット化されたオプションを前提に設計された多目的運用が可能。
- R-7 - R-5のバージョンアップ機。異次元空間への跳躍やR-9で実装されている武装類のテストを担ったが、フォース装着時における波動砲発射試験に失敗して消滅。

### R-9の装備バリエーション
ILLEGAL MISSON上では目的に合わせて特化した装備バリエーションが記述されている。これらは一部外観を変えたりしながら本編でも登場している。
- 中-長距離巡航ユニット装備型 - 機体後部に大型ロングレンジドライバーやプロペラントタンク、側部にファストパックを装備。搭載している装備のため、機体の全長が大きく伸びている。『FINAL』でのR-9Bのベースとなっている。『TACTICS』では大型ミサイルを搭載した爆撃機として登場している。
- 長距離精密射撃用ユニット装備型 - 機体下部からコックピットをゆうに超える圧縮波動砲ユニットと、運用目的を達成するためのディスクレドームやバランサーと、射撃時を考慮した大型冷却ダクトを装備。基本的に銃身が必要ない波動砲においてそれらを用いたユニットにより、最高射程は地球を始点に月にまで相当する。『FINAL』でのR-9Dのベース。
- 早期警戒システム装備型（E-WAC） - 上部にディスクレドーム、側部にオプチカルセンサー、下部にデータポッドや複合ソナーを装備。記録可能なデータ量はバイト表記でペタレベル（テラの1000倍、1000兆）となっている。『FINAL』でのR-9Eのベース。
- アーム型コントロールユニットテスト機 - 上部下部から前方へと伸びる大型のフォースコントロールアームと、アームを動かすためのマルティプルジョイント、コンフォーマルタンクを装備。仕様名の通り、コントロールアームにフォースのロッドと同様の仕様が施されており、フォースにロッドではないものを搭載することが可能になった。波動砲ユニットは非搭載だが装甲キャノピーに変更している。『FINAL』でのR-9Fのベース。

### その他余談
ILLEGAL MISSON44項に、初期設定ではR-9は変形する機体となっており、中間稼働と変形後が描かれている。『FINAL』で登場するR戦闘機「TL-T」や、敵キャラクター「キャンサー」の『FINAL』版デザインのモデルとなっている。

## R-9A2 DELTA <デルタ>
大気圏内専用機として小型軽量化が推し進められた機体。登場作品は『R-TYPE ⊿』、『R-TYPE FINAL』、『R-TYPE FINAL2』。DOSEシステムを搭載し、フォースが相手のエネルギーをある程度取り込み放出する事が可能になった。『⊿』に登場した際はテスト用の試作機であったものを実戦投入しており（そのため当時の形式番号はR9 deltaやR9aII、DELTAはあくまでも通称となっている）、その後『FINAL』では戦闘から得たフィードバックを元にリファインを施された量産型として登場している。
- レールガン
- 拡散波動砲（試作型）：試作兵装を実戦投入したためか、後発のR-9Cに搭載されたものと比べ拡散範囲が狭い。なお、発射機構に関する機器が折りたたみ式になっている。
- スタンダード・フォース
- ラウンド・ビット（『FINAL』『FINAL2』はラウンドに加えシャドウ・ビット）
- 追尾ミサイル（『FINAL』『FINAL2』では誘爆ミサイル/爆雷も選択可能）
- デルタウェポン（ニュークリアカタストロフィー）

## R-9C WAR HEAD <ウォー・ヘッド>
登場作品は『R-TYPE II』（この時の名称はR-9改、またはR-9カスタム）、『R-TYPE FINAL』、『R-TYPE FINAL2』。『R-TYPE II』ではR-9A用のレーザーがセレクト出来る上に、2種類の追加レーザーが使えた純粋な強化兵装機体であった。その性能はR-9Aのものと比べてかなり高いものとされ、「化け物」とまで呼ばれた。
『R-TYPE FINAL』ではR-9のベテランパイロット向けカスタムタイプとされた。強力ではあるが独特の性能を持つ拡散波動砲はそのままだが、R-9A用の対空/反射レーザーがオミットされたことなどから、従来型に比べ非常に癖の強い機体と位置づけられている。
シミュレーションゲームの『R-TYPE TACTICS』ではR-9を改造して作られる「強化戦闘機」とされた。重武装と機動力に加え、敵から索敵されず障害物もすり抜ける事も可能な「亜空間潜行機能」を獲得し、戦闘、索敵、敵の進路妨害までこなす万能機としてゲーム序盤から終盤まで活躍する屈指の強機体となっている。
『R-TYPE II』のスーパーファミコンアレンジ移植版『SUPER R-TYPE』でのR-9改は武装が若干変更されているため、『FINAL』においてはR-9Cの簡易量産型 R-9K SUNDAY STRIKE として独立登場している。
IIでの設定では、R-9Aの作業艇と戦闘艇を兼ねた設計思想とは異なり、最初から異次元戦闘艇として設計されたため、あらゆる点で性能の向上および小型化、軽量化が図られた。また、アビオニクス系の強化によって1名での運用が可能になった。他、パーツのパッケージ化によってメンテナンス性も向上し、コックピットが脱出用ユニットとして分離するようになっている。上記、拡散波動砲やフォースレーザーのバリエーション強化はジェネレーターの高出力化によるもの。ただし、パイロットは四肢を除去された上で、機体のコンピュータに直結されて運用された（いわゆる生体コンピュータユニットである）。これは、作戦遂行ならびに戦闘データ回収を目的としたもので、前述のコックピット分離やライフシステムの向上、人工冬眠機能、キャノピーの装甲化もその一環である。パイロットが搭載されていると思われるパイロットユニットは、「ANGEL PAC」という名のついた筒状のものに下部から多数のコードが張り巡らされているが、その内部図については不明である。このパイロットをパッケージとして運用している事は極秘事項となっている（資料では、パイロットの意思で組み込まれたわけではないことが分かっている）。技術職人による手作業によってワンオフモデルレベルで制作されたため、全自動製造のR-9Aと違い3機までが製造された。
『II』の最後では、捕獲されていた4機のR-9Aをレーザー通信によって起動させ、連携によって敵基地を脱出した。その後、パイロットは人工冬眠機能によって冷凍状態となり、250時間後に回収された。公的にはパイロットは死亡したものとして発表されたが、パイロットに関する報告以前に広報活動ではR-9Aの画像をR-9Cとして流していたなどの経緯があるため、実際の真偽は定かではない。
以降、パイロット面についてはサイバーコネクタ(ブレイン・マシン・インタフェース)という設定を組み合わせ機体一体の融合部品としてとらえるハードSF的なケースが見られ、下記のR-9/0や他機種でのパイロットの扱いからもうかがえる。
- レールガン
- 拡散波動砲：2ループチャージすることによって拡散し、広範囲を攻撃することが可能。
- スタンダード・フォースC
  - 『R-TYPEII』および『SUPER R-TYPE』では、R-9の3つのレーザーのほかに、新たに3つのレーザーが実用化され使用できる。
  - 追加されたレーザーは、対空レーザーを応用した一定距離で炸裂する「凝縮波動弾体（ショットガンレーザー）」、反射レーザーを応用した直進中に敵を察知し、斜め45度方向に2度軌道修正する「高速追跡型マイクロマシン弾体（サーチレーザー）」、反射レーザーよりも広範囲に特化した円弧上に複数のエネルギーを放出する「拡散型高密度光弾体（スプリットレーザー）」。
- ラウンド・ビット（『FINAL』はシャドウ・ビットも使用可能）
- 追尾ミサイル/誘爆ミサイル：誘爆ミサイルは対地レーザーのエネルギーを応用した兵器であり、破壊力に特化している。

## R-9S STRIKE BOMER <ストライク・ボマー>
公式設定中では『R-TYPE II』と『R-TYPE III』の間をつなぐ重要な機体である。『R-TYPE III』でR-9Sの顛末が記載され、『R-TYPE FINAL』、『R-TYPE FINAL2』で使用可能機体として登場する。
『R-TYPE III』ではR-9C（改）の量産型として設計され、機銃にはプラズマニードル、波動砲にはR-9Cで使用された拡散波動砲を搭載しているという設定であるが、当機体にとって不遇であったのは、第2次バイドミッション（『R-TYPE II』）と第3次バイドミッション（『R-TYPE III』）の間に起きた太陽系へのバイド侵攻を、大多数をもってしても防げずに全滅してしまった事が挙げられる。
『R-TYPE FINAL』及び『R-TYPE FINAL2』では、『III』の主役機R-9/0の武装であり、地形を含めたあらゆるオブジェクトを貫通可能な「メガ波動砲」が先行搭載されている。その都合上、フォースはスタンダードフォースの改良型を使わずに、従来のスタンダードフォースを使用している。この設定は『FINAL』のゲームシステム上、R-9/0の『III』での武装（メガ波動砲とハイパードライブ、3つのフォース）を後続機であるR-9/0とR-9/02に分散するためでもある。このメガ波動砲は後に改良を加えられ、R-9Øのハイパードライブシステムを融合することで、R-9/O2に搭載されるギガ波動砲を生み出した。なお『R-TYPE III』で存在したメガ波動砲の敵弾消去能力や、発射時の機体周囲の攻撃判定はオミットされている。
- レールガン
- メガ波動砲
- ラウンド・フォース
- ラウンド・ビット/シャドウ・ビット
- 爆雷/誘爆ミサイル

## R-9Ø RAGNAROK <ラグナロック>
『R-TYPE III』、『R-TYPE FINAL』、『R-TYPE FINAL2』に登場。火星基地で製造された機体でR-9Sのフレームを流用しつつも基本設計から一新されている。正式な読みは「アールナイン・スラッシュ・ゼロ」。0はØのように斜線付きの0を用いる。ラグナロク・ラグナロックは開発コード名であり、「ELIMINATE DEVICE（抹殺装置）」という別名も持つ。
新たなフォースコンダクタユニットによって、従来のラウンド・フォース（スタンダードフォース）、ビットの本来の目的である完全人工のシャドウ・フォース、バイド素子をエネルギー体ではなくゲル状にして制御コアを埋め込んだサイクロン・フォース（プロトタイプ）、以上の3基のフォースデバイスの使い分けが可能になった。さらには波動砲も性質の異なる「メガ波動砲」と「ハイパードライブシステム」の2種を備え、あらゆる局面で従来機を大きく上回る攻撃能力を実現している（ただしハイパードライブモードは機体への負担が大きく、オーバーヒートにより波動砲のチャージが一時的に出来なくなる欠点もある）。
『R-TYPE FINAL』、『R-TYPE FINAL2』ではフォースはシャドウ・フォースのみ、波動砲もハイパードライブのみとなっている。ハイパードライブはオーバーヒートしなくなったものの爆風の攻撃判定がなくなりやや弱体化、メガ波動砲がなく瞬間的な火力が低いこともあって扱いが難しい機体となった。ただしIIIとは異なりハイパードライブと各種レーザーの併用が可能なため、重装備時の総攻撃力と手数は非常に優秀である。散らかりがちなレーザーやシャドウユニットの支援をうまく当て、ハイパードライブの運用をきちんとパターン化すれば本領を発揮していく。接近時の集中砲火は全機種中でもトップクラスの火力で、密着すればステージ1.0のボスであるXelf-16をビーム攻撃の前に撃破可能なことが確認されている。
TACTICSシリーズではバイド兵器の放棄を訴えるグランゼーラ革命軍の強化戦闘機として開発されたことから、精製にバイド体を必要としないシャドウ・フォースを運用する、革命軍唯一のフォース装備機体となっている。『FINAL』同様波動砲はハイパードライブのみだが、フォースやレーザーのみならず追尾ミサイルや爆雷等の通常兵器も充実しているため火力は高い。反面波動砲の威力が低い、バルカンを装備していない、シャドウ･フォースの耐久性が低いなどの弱点はあるものの、グランゼーラ革命軍、バイド討伐艦隊の主力として終盤まで活躍出来る性能である。
初戦である『III』のパイロットは肉体年齢を14歳相当に幼体固定した23歳の女性で、機体に直結されているという（公式設定上では噂話止まりで、軍は否定している）。分かりづらいがアイレムの資料で名前が確認できる。（記されている名前は「スゥ=スラスター」と見ることが出来る。）。「FINAL2」においてはこの設定に関する補足説明がなされている。
- レールガン
- メガ波動砲/ハイパードライブシステム（『FINAL』『FINAL2』ではハイパー波動砲のみ）
- ラウンド・フォース/シャドウ・フォース/サイクロン・フォースの3択（『FINAL』『FINAL2』ではシャドウのみ）
  - シャドウ・サイクロンはどちらも当時としては革新的なフォース。詳細は『R-TYPE III』を参照。
- ストラグル・ビット（『FINAL』『FINAL2』ではストラグル=ラウンドに共用化され、他にシャドウ・ビットの装備が可能）
- エレクトロン・ミサイル（『FINAL』『FINAL2』ではオミットされ追尾ミサイル/爆雷）

## R-9Leo LEO <レオ>
『R-TYPE LEO』、『R-TYPE FINAL』、『R-TYPE FINAL2』に登場。作品によって世界設定が異なるため呼称や武装にも違いがある。
『LEO』での呼称は単に「LEO」で、後の作品での表記から形式番号でもあるとも考えられる。設定上バイドもフォースもなく、波動砲やフォース共に存在しない。
フォースの代わりになるものが機体上下に装備される「サイ・ビット」と呼ばれるデバイスで、レーザーは機体とサイ・ビットから直接発射する。波動砲の代わりに装備されているのが「サイ・ビットサイファ」で、これは蓄積されたエネルギーゲージが尽きるまで敵を自動追尾する攻撃であり、これにより直線基調の攻撃が主である同機に曲線的な攻撃が加わっている。サイ・ビットの攻撃方向は機体の前進・後退とは逆になるがこれは『FINAL』『FINAL2』でも同じ。
『FINAL』『FINAL2』の世界での呼称は「R-9Leo LEO <レオ>」。近接防御機能しかなかったビットに攻撃能力を持たせるという願いを本格的に成就した機体となっている。ビット装備状態での攻撃力は群を抜くうえ、後方への攻撃もフォースの後方配置をせずにビットを後方へ向けるだけで可能になる。1つのビットデバイスを獲得することで、同時に2機のビットを装備することが出来るなど、通常性能では他機と段違いの性能を見せている。波動砲がビットの出力に喰われ、最大1ループという扱いにはなっているが、波動砲と同時にサイビットサイファを発動するため、波動砲の届かない所へと攻撃する事が可能になっている。『FINAL2』にて、『LEO』世界から流れ着いた「LEO」を元に開発された機体であることが明かされた。
- レールガン
- 波動砲試作型（『LEO』では非装備）
- Leo・フォース（『LEO』では自機から直接レーザーを発射していた）
- サイ・ビット
- 追尾ミサイル（『FINAL』『FINAL2』では誘爆ミサイルも選択可能）

## その他派生機体
- GALLOP
  - R-11 PEACE MAKER - 『GALLOP』での機体。フォースは装備されていない。ロックオンレーザーを装備。
  - R-11B PEACE MAKER - 『FINAL』で機体ナンバーが改めて詳細に割り当てられた同一機体。フォースが装備されるなど、『GALLOP』とは武装がかなり異なる。R-9のデータを元に量産された最後のシリーズR-11のロックオン波動砲搭載型。R-11シリーズには辺境警備隊仕様があり、そちらでは長距離精密射撃用ユニット装備型で使用されていた圧縮波動砲の低負荷版と、機体側部に取り付ける前方広範囲攻撃システムのボルトクラスター（欠点を解消するためミサイルランチャーに変えることもあった）をオプションとして装備可能。機銃関係はプラズマバルカンとなっている。
- R-TYPE Δ
  - RX-10 ALBATROSS
  - R-13A CERBERUS
  - TP-2 POW ARMOR

他にも派生機体を含めると101種以上に及ぶ。

## 補足
このほかにもアイレムの他タイトル登場機体が『R-TYPE FINAL』において、同一機体ではなく本来の作品とは異なる別世界線での存在として、R戦闘機の派生機体として登場している。具体的には
- OF-1 DAEDALUS（『イメージファイト』）
- OF-3 GARUDA（『イメージファイトII』）
- TP-3 Mr.HELI（『Mr.HELIの大冒険』）
- RX-12 CROSS THE RUBICON（『Xマルチプライ』の自機"X-002"を『R-TYPE FINAL』用に再設定した物と思われる）
- BX-4 ARVANCHE（『ドラゴンブリード』の自機"バハムート"を『R-TYPE FINAL』用に再設定した物と思われる）

である。
逆にR-9Aは大工の源さんと共に『イメージファイトII』のおまけ要素という形で、隠しプレイヤーキャラとして登場している。
パチパラシリーズではR-9およびR-9Dが車両と言う扱いで登場している。